# Sosylus cavicaudatus
Sosylus cavicaudatus is een keversoort uit de familie knotshoutkevers (Bothrideridae). De wetenschappelijke naam van de soort werd in 1936 gepubliceerd door Howard Everest Hinton.